# Gregor Golobič
Gregor Golobič, slovenski politik, * 20. januar 1964, Novo mesto, Slovenija.

## Življenje
Študiral je filozofijo na ljubljanski filozofski fakulteti. Med študijem je bil sodelavec Radia Študent in tednika Mladina.  
Leta 2002 je diplomiral z diplomsko nalogo Ko filozofi umolknejo : primer Kratil (COBISS). Do oktobra 2007 je bil poslovni direktor v gospodarski družbi Ultra. 

### Politična kariera
Konec leta 1988 se je še kot absolvent filozofije zaposlil na ZSMS z nalogo izpeljati projekt transformacije ZSM v liberalno stranko.
Na volitvah leta 1990 je bil izvoljen za delegata tedanjega družbeno-političnega zbora osamosvojitvene skupščine. Marca 1992 je postal generalni sekretar Liberalne demokracije Slovenije in ostal na tej funkciji do 2001, ko je odstopil. 26. februarja 2002 je bil izvoljen za predsednika sveta LDS.
12. marca 2007 je vstopil v novoustanovljeno društvo Zares. Oktobra 2007 je prevzel vodenje stranke Zares - nova politika. Na državnozborskih volitvah oktobra 2008 je bil izvoljen za poslanca Državnega zbora RS. 
11. septembra 2010 je bil ponovno izvoljen za predsednika Zaresa.
Na konvenciji stranke 15. oktobra 2011 je prejel zaupnico stranke, s čimer je ohranil svoj položaj predsednika stranke. Na isti konvenciji se je stranka preimenovala v Zares - socialno liberalni.

### Ministrovanje
24. novembra 2008 je bil imenovan za ministra za visoko šolstvo, znanost in tehnologijo.
2. junija 2011 je podal odstopno izjavo s položaja ministra za visoko šolstvo, znanost in tehnologijo.

#### Afera Ultra
Leta 2009 je v zvezi z njim odjeknila afera Ultra. Gregor Golobič je za nekatere časnike v predvolilnem obdobju dejal, da nima nikakršnih lastniških deležev v družbi Ultra, a je junija 2009 priznal, da je informacijo medijem zamolčal. Svoj lastniški delež je leta 2008 ob nastopu mandata poslanca in kasneje ministra prijavil protikorupcijski komisiji, kot veleva zakon.
Nekateri slovenski mediji, ki so se sklicevali na podatke Nove Ljubljanske banke so objavili, da ima Ultra za okrog 6,3 milijona evrov nezavarovanih posojil. Razlog, da je Ultra brez zavarovanj prišla do denarja, naj bi bila povezava podjeta z Gregorjem Golobičem.
Golobič je ob tem dejal, da je naredil napako in si skupaj s premierom Borutom Pahorjem postavil nekajdnevni rok za razmislek o svojem odstopu z mesta ministra, v katerem pa se za ta korak ni odločil.
Na državnozborskih volitvah leta 2011 je kandidiral na listi svoje stranke.